# Seattle Channel
A Seattle Channel, a 21-es kábelcsatorna Seattle -ben (Washington, Egyesült Államok) egy kormányzati hozzáférésű televíziós (GATV) csatorna, amely a Seattle-i Városháza épületében működik. Kiterjedt weboldalt is üzemeltet. A CenturyLink Prism -en a Seattle Channel a 8003-as (SD) és a 8503-as (HD) csatornán érhető el. A Seattle Channel egyes seattle-i polgármesteri sajtótájékoztatókról és városi tanácsi ülésekről tudósít, és díjnyertes eredeti tartalmak széles skáláját állítja elő. A főműsorok közé tartozik az Art Zone, a City Inside Out, a CityStream, a Civic Cocktail és a Community Stories.
A 2019-es Northwest Emmy-gálán a Seattle Channel öt díjat hozott haza, és további elismeréseket szerzett a jól bevált műsorokért: az Art Zone Nancy Guppyval és a CityStream.
A Seattle Channel Seattle város informatikai osztályának része.

## Szolgáltatások
A Seattle Channel a nap 24 órájában közvetíti a rögzített videókat a webhelyén és a YouTube-oldalán. A programokat a weben archiválják, hogy később megtekinthessék a seattlechannel.org oldalon. A Seattle Channel összes tartalma letölthető és elérhető Seattle városának szolgáltatásában. A város szabályzata szerint a Seattle-csatorna és annak tartalma Seattle lakosaié.

## Programozás

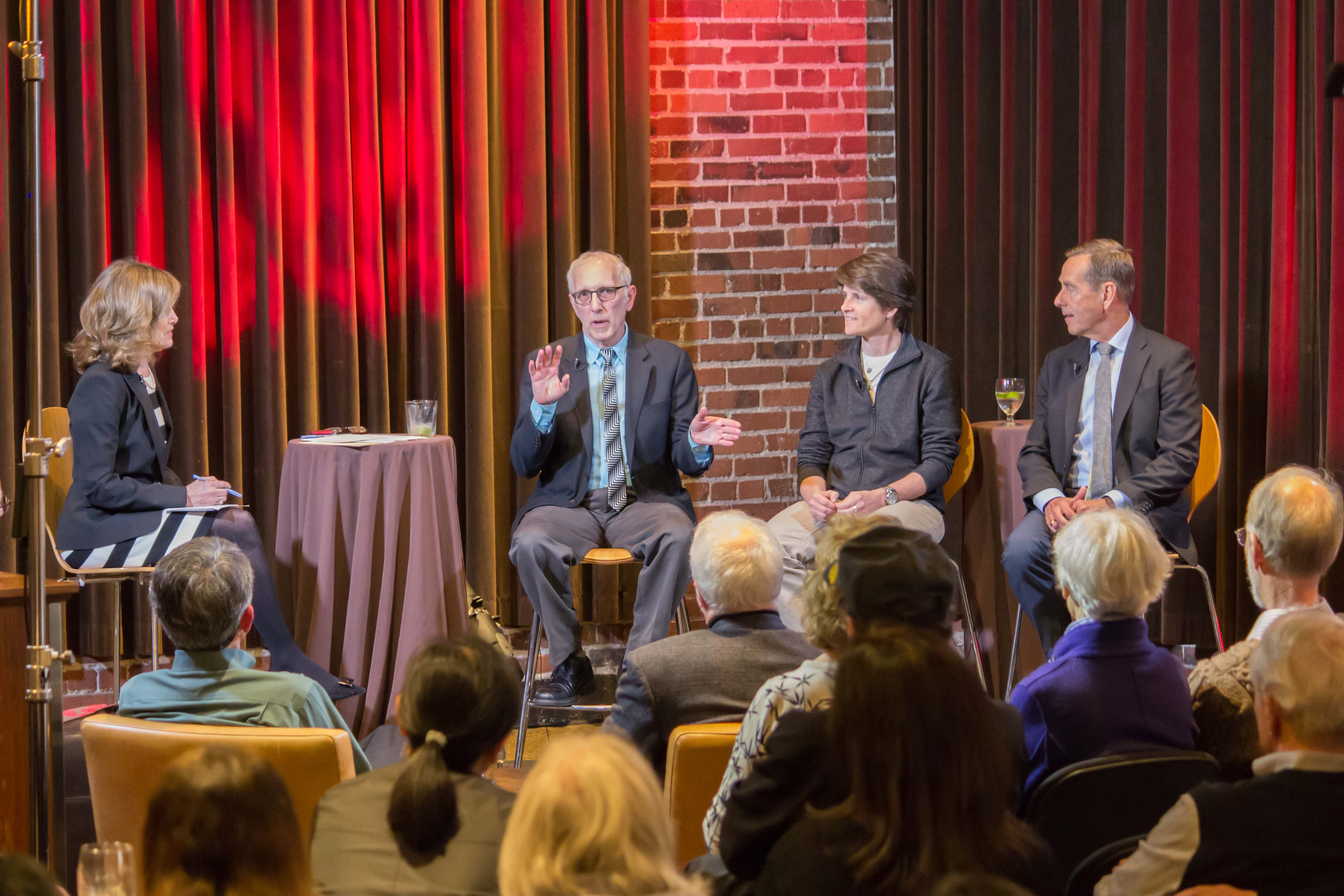
Seattle városi tanácsának tagjai interjút készítettek a Seattle Channel Civic Cocktail című műsorában, 2015. március 30.

### Művészeti zóna
Eredeti címe Art Zone in Studio, az Art Zone Nancy Guppyval 2008-ban mutatkozott be a Seattle Channel-en.  Kilenc Northwest Emmy-díjat nyert, és számos, Washington államban őshonos művészt látott vendégül, köztük Parisalexát, Duff McKagant, Mike McCreadyt és Benicio Bryant . A műsorvezető Nancy Guppy jól ismertté vált Seattle környékén a KING-TV Almost Live című vígjátékának szereplőiként végzett munkájáról., ahol 15 évig dolgozott.
Az Art Zone a Seattle Georgetown Stables-ban adott előadásairól és interjúiról ismert. Ez a heti program a seattle-i művészeti szcénára összpontosít, mélyrehatóan belemerülve a helyi tehetségekbe, és történeteket mesél el a művészeknek interjúkon és médiavizuálokon keresztül.

### CityStream
A CityStream egy heti rendszerességű magazinprogram, amely a seattle-i szervezetekre, személyekre és helyekre összpontosít. A műsort gyakran helyi szerződéses újságírók/televíziós műsorvezetők adják, mint például Enrique Cerna, Jeff Renner és Lori Matzukawa. A CityStream egy régóta fennálló műsor a Seattle-i csatornán. 2019-ben a sorozat Emmy-díjat nyert a sport kategóriában a Speciális Olimpia USA-beli játékok egyik epizódjáért.

### Polgári koktél
A Polgári koktél a Seattle Channel és a Seattle City Club közös produkciója. A műsor helyi, gyakran kormányon lévő közéleti személyiségeket hív meg, akik részt vesznek a műsorvezető által vezetett beszélgetésben élő stúdióközönséggel, főként a Seattle környéki közösség tagjaival. A résztvevőknek díjat kell fizetniük a Polgári Koktél rendezvényen való részvételért, amelyet szezonbérletként vagy egyénileg osztanak ki. A forgatás helyszíne változó. A figyelemre méltó epizódok közé tartozik a "Seattle: Dying or Trying...and Changing" és a "Civic Cocktail: City Council Election Analysis + How Voters Shape Seattle". Minden műsorban van egy kérdés és válasz szegmens, amely lehetővé teszi a seattle-i lakosok számára, hogy a vita témájával kapcsolatos kérdéseket feltehessenek a vezetőknek és a panel előadóinak. A Civic koktélt minden hónapban rögzítik februártól júniusig, valamint októbertől novemberig.

### Város Belül Kívül
A Város Belül Kívül házigazdája Brian Callanan, aki 2000 és 2011 között a Q13 FOX riportere és híradója volt. A műsornak hetente vannak vendégei, akik rávilágítanak a helyi problémákra és oktatási vitát folytatnak. Ez egy heti 30 perces program, amely helyszíni tudósításokból/interjúkból és stúdiórészletekből áll. A műsor vendégei közé tartozik Joshua Baba, Tara Moss és Ashley Archibald.
A City Inside Outnak van egy tanácsi kiadása, ahol helyi törvényhozók és politikusok beszélgetnek Brian Callanan műsorvezetővel.